# Heideland (Brandenburg)
Heideland ist eine Gemeinde im Landkreis Elbe-Elster in Brandenburg (Deutschland). Sie gehört dem Amt Elsterland mit Sitz in der Gemeinde Schönborn an.

## Geografie
Heideland liegt unmittelbar südwestlich von Finsterwalde.

## Gemeindegliederung
Ortsteile der Gemeinde sind Drößig, Eichholz und Fischwasser. Hinzu kommen die Wohnplätze Forsthaus Weberteich, Siedlung und Zschiepelmühle.

## Geschichte
Eichholz, Drößig und Fischwasser gehörten seit 1816 zum Kreis Luckau in der Provinz Brandenburg und ab 1952 zum Kreis Finsterwalde im DDR-Bezirk Cottbus. Seit 1993 liegen die Orte im brandenburgischen Landkreis Elbe-Elster.
Heideland entstand am 31. Dezember 2001 aus dem freiwilligen Zusammenschluss der bis dahin selbstständigen Gemeinden Eichholz-Drößig und Fischwasser.

## Bevölkerungsentwicklung
| Jahr | Eichholz- Drößig | Fischwasser |      | Jahr | Heideland | Jahr | Heideland |
| ---- | ---------------- | ----------- | ---- | ---- | --------- | ---- | --------- |
| 1981 | 415              | 251         | 2001 | 629  | 2021      | 482  |           |
| 1985 | 414              | 248         | 2005 | 610  | 2022      | 472  |           |
| 1990 | 407              | 241         | 2010 | 560  | 2023      | 455  |           |
| 1995 | 399              | 226         | 2015 | 532  | 2024      | 461  |           |
| 2000 | 390              | 234         | 2020 | 497  |           |      |           |

 Gebietsstand des jeweiligen Jahres, Einwohnerzahl: Stand 31. Dezember (ab 1991), ab 2011 auf Basis des Zensus 2011, ab 2022 auf Basis des Zensus 2022

## Politik

### Gemeindevertretung
Die Gemeindevertretung von Heideland besteht aus acht Gemeindevertretern und der ehrenamtlichen Bürgermeisterin. Die Kommunalwahl am 9. Juni 2024 führte bei einer Wahlbeteiligung von 79,3 % zu folgendem Ergebnis:
| Partei / Wählergruppe            | Stimmenanteil | Sitze |
| -------------------------------- | ------------- | ----- |
| Wählergemeinschaft Drößig        | 30,1 %        | 2     |
| Einzelbewerber Andreas Löwe      | 15,1 %        | 1     |
| Einzelbewerber Mathias Schreiber | 12,5 %        | 1     |
| Einzelbewerber Thomas Handta     | 11,1 %        | 1     |
| Einzelbewerber Ronny Bruchholz   | 10,8 %        | 1     |
| SPD                              | 07,9 %        | 1     |
| Einzelbewerberin Maria Schmidt   | 07,4 %        | 1     |
| Einzelbewerberin Silke Löwe      | 05,2 %        | –     |

### Bürgermeister
- 2003–2019: Bernd Warsönke (Wählergemeinschaft Drößig)[8]
- seit 2019: Silke Löwe (Einzelbewerberin)[9]

Löwe wurde in der Bürgermeisterwahl am 9. Juni 2024 ohne Gegenkandidaten mit 62,7 % der gültigen Stimmen für eine weitere Amtszeit von fünf Jahren gewählt.

### Wappen
Blasonierung: „In Blau drei um den Schildmittelpunkt schwimmende silberne Fische.“

## Sehenswürdigkeiten

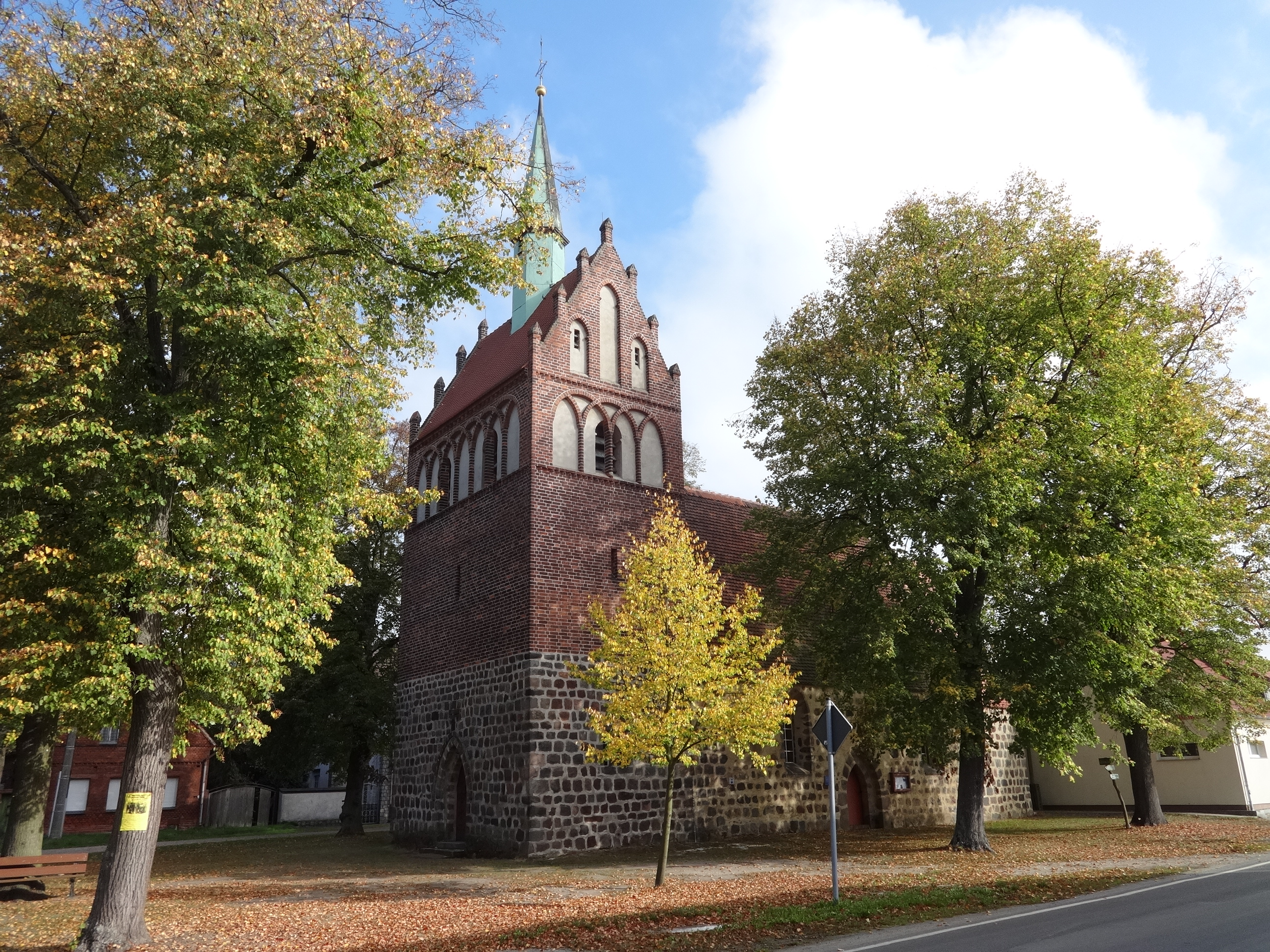
Dorfkirche Eichholz

In der Liste der Baudenkmale in Heideland (Brandenburg) und in der Liste der Bodendenkmale in Heideland (Brandenburg) stehen die in der Denkmalliste des Landes Brandenburg eingetragenen Kulturdenkmäler.

## Verkehr
Heideland liegt an der Landesstraße 601 zwischen Doberlug-Kirchhain und Finsterwalde. In diesen Städten befinden sich die nächstgelegenen Bahnhöfe.